# 新北捷運安坑輕軌電聯車
安坑輕軌電聯車是一款屬於新北捷運的輕軌動力分散式電聯車，共製造15列75輛，在2023年2月10日隨安坑輕軌通車而投入營運。

## 概要
- 2016年9月27日，台灣車輛公司指出中鋼決標承攬安坑輕軌捷運機電統包工程，將採購15列輕軌列車，並在隔年4月26日，於新竹湖口廠區共同簽署「安坑輕軌運輸系統計畫車輛工程備忘錄」，為淡海輕軌後續擴充計劃。[5]
- 2018年5月3日，新北市捷運局舉辦二階段車輛外觀票選，包含「光耀金」、「祥紅金」、「高雅紫」及「青翠綠」等4款結合安坑地區的風土民情及文化特色設計的列車塗裝[6]，並於6月12日選出「光耀金」作為該列車的正式塗裝。[7]
- 2020年3月16日，於台灣車輛公司新竹湖口廠揭曉該車輛的實體內外裝設計，並預計2021年運抵新店安坑機廠交付。[8]
- 2021年9月29日深夜11點，首列安坑輕軌列車出廠，並於隔天凌晨運抵安坑機廠[9]，隔年4月，全數交車完畢。
- 2022年2月起進行一連串耐久性與動態測試[10]，並於9月進行系統整合測試。[11]
- 2023年2月10日，隨著安坑輕軌正式通車試營運，該列車投入服務。[12]

## 規格與構造
該型列車編組設計與淡海輕軌電聯車相同，均採模組化車廂生產:31，以中央模組3為界，前後採對稱設計。模組2與模組4為無轉向架設計，以關節式連結設備與其他車廂連結，僅其餘3模組有轉向架。另該型列車保留擴充空間，未來運量增加時可以增加模組方式擴充。:32

### 外觀設計

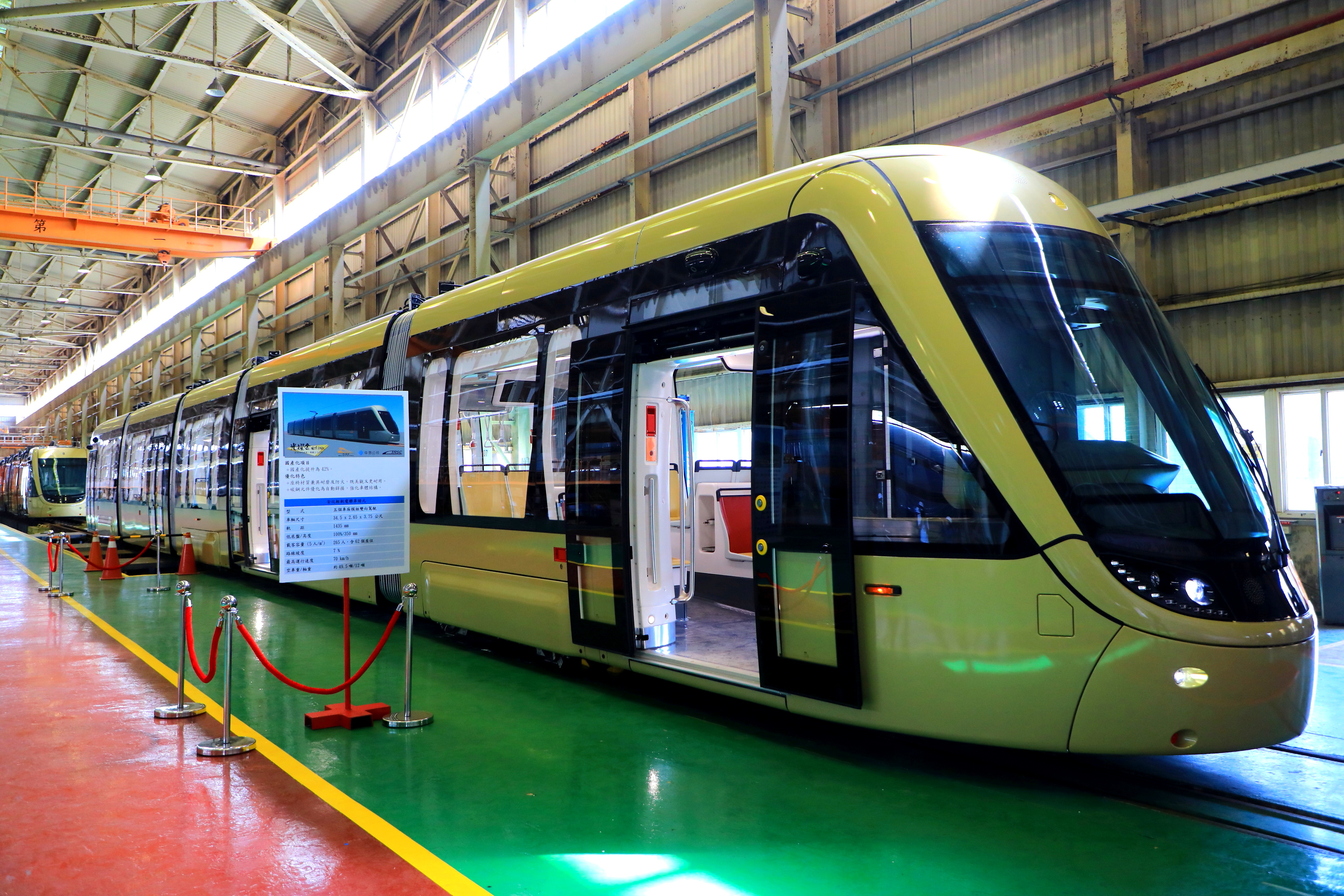
安坑輕軌電聯車製造現場

該列車主體由不鏽鋼與耐候鋼所架構。駕駛室採全面式曲面玻璃，而各車門則採用雙開滑開式設計，並設有手動開關，LED顯示器設置於車門上方、駕駛窗上方與駕駛室左下角，方便旅客得知列車目的地。:32為確保行車安全，轉向架側邊設有轉向架蓋，而車廂連接處則以大型風擋連接，不另設置防墜裝置。:33塗裝方面，全列採光耀金顏色，玻璃邊框以黑色色塊包圍。:34

### 內裝設計

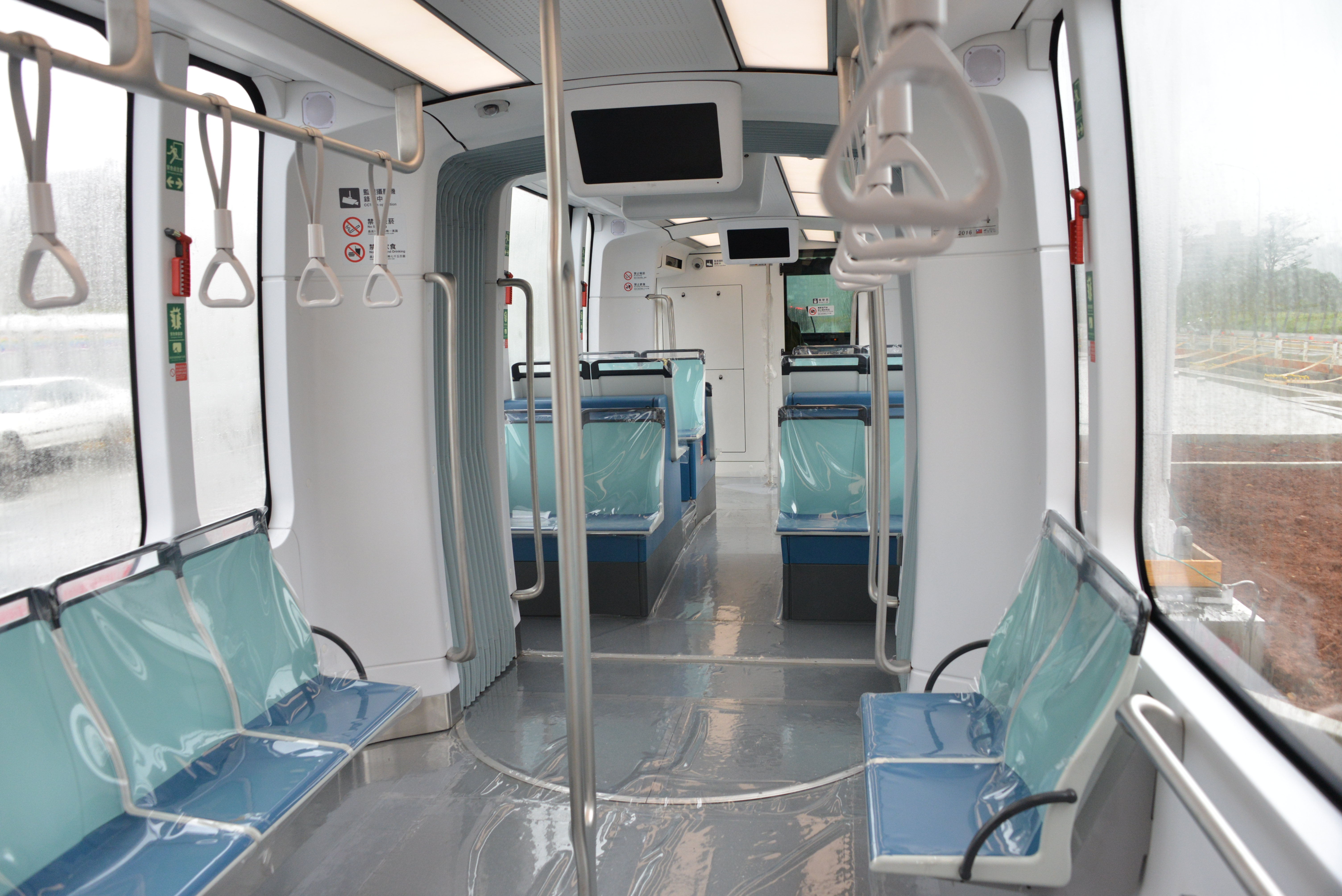
新北捷運輕軌電聯車內裝（示意）

內裝採低地板設計，座位為符合人體工學之座椅，部分座椅因轉向架關係為橫向配置，且因為設置位置高而配有階梯。座椅採黃色系列設計，另於椅背上方設有把手，故座椅側邊不另設置把手。:35照明部分，車內外均採LED燈做為照明之用，並設置大型觀景玻璃窗，採光明亮。:36與其餘電聯車相同，該型列車於兩車門中央設有立柱，樣式為雙叉立柱，而無障礙區域特別將扶手高度調降，方便身心障礙人士與兒童抓握。:36

### 緊急裝置
車站或是列車上的緊急對話按鈕都有特定ID，以利行控中心及駕駛掌握事件發生的位置。即便列車並非全天營運，管理系統仍維持全天運作──十四張站與行控中心透過遠端攝影監控車站情況，甚至可以透過遠端廣播警告異常或危險行為。
此外，安坑輕軌車門旁設有緊急煞車、緊急開門裝置，如果遇到駕駛員無法及時處理的緊急狀況時可以使用。當然，扳動緊急開門裝置後，在列車停止的時候才會自動解鎖以便手動推開車門，以防人員在列車移動時跌落車外，這也是安全機制的一部分。

### 逃生設計
因應車側逃生規劃，每輛列車也都備有其他捷運沒有的玻璃擊破器，車廂玻璃是安全膠合玻璃，乘客不會因為擊破玻璃因玻璃碎片造成受傷。低底盤設計（距離地面35公分）也有利於逃生。安坑輕軌高架的部分都設有逃生走道，履勘時都有模擬演練。安坑輕軌進入高架路段的部分設有感應裝置，可判斷是否為非輕軌車輛的異物人車進入，若有異物進入軌道就會產生警報。輕軌列車是以架空線供電，如果遇到緊急事故，可以直接疏散旅客，沒有觸電的問題。

### 與高雄環狀輕軌電聯車比較
與台灣首列高雄Urbos 3的不同之處如下。
| 項目       | 高雄・Urbos3                                          | 新北・安坑輕軌                                        |
| ---------- | ----------------------------------------------------- | ----------------------------------------------------- |
| 製造       | CAF                                                   | 台湾車輌+福伊特                                       |
| 暱稱       | 小綠綠                                                | 行武者                                                |
| 全長（m）  | 34.166                                                | 34.45                                                 |
| 全幅（m）  | 2.65                                                  | 2.65                                                  |
| 全高（m）  | 3.6                                                   | 3.75                                                  |
| 構成       | Mc1–S1–T–S2–Mc2                                       | 5輛                                                   |
| 材質       | 鋁合金                                                | 不銹鋼、耐候性鋼                                      |
| 無架線     | 全線                                                  | 部分區間                                              |
| 電氣方式   | DC750V                                                | DC750V                                                |
| 電容器     | 鎳氫充電電池                                          | 鋰離子                                                |
| 台車       | 第1,5輛為動力台車、第2,4輛為無台車、第3輛為無動力台車 | 第1,5輛為動力台車、第2,4輛為無台車、第3輛為無動力台車 |
| 車輛載客量 | 64                                                    | 62                                                    |
| 列車載客量 | 250                                                   | 265                                                   |
| 座位材質   | FRP                                                   | 人造革絨球→FRP                                        |
| Wi-Fi      | 無                                                    | 有                                                    |
| 腳踏車搭乘 | 僅限折疊式                                            | 最多4台需額外收費                                     |
| IC卡感應機 | 車内搭載                                              | 站內設置                                              |

## 編組
|                    |             | ← 雙城/安康 十四張 → | ← 雙城/安康 十四張 → | ← 雙城/安康 十四張 → | ← 雙城/安康 十四張 → | ← 雙城/安康 十四張 → | 圖例 - ：無障礙空間 - ：固定腳踏車空間 - ：免費Wi-Fi |
| 車號               | 車號        | 1                    | 2                    | 3                    | 4                    | 5                    | 圖例 - ：無障礙空間 - ：固定腳踏車空間 - ：免費Wi-Fi |
| 機器配置           | 機器配置    | VVVF                 | 電池                 | 單臂式集電弓         | 電池                 | VVVF                 | 圖例 - ：無障礙空間 - ：固定腳踏車空間 - ：免費Wi-Fi |
| 台車               | 台車        | 動力台車             |                      | 無動力台車           |                      | 動力台車             | 圖例 - ：無障礙空間 - ：固定腳踏車空間 - ：免費Wi-Fi |
| 車内設備           | 車内設備    | 扉,                  | 扉,,                 |                      | 扉,,                 | 扉,                  | 圖例 - ：無障礙空間 - ：固定腳踏車空間 - ：免費Wi-Fi |
| 座位形式           | 座位形式    | 橫排                 | 縱排                 | 橫排                 | 縱排                 | 橫排                 | 圖例 - ：無障礙空間 - ：固定腳踏車空間 - ：免費Wi-Fi |
| 座席載客量         | 座席載客量  | 62                   | 62                   | 62                   | 62                   | 62                   | 圖例 - ：無障礙空間 - ：固定腳踏車空間 - ：免費Wi-Fi |
| 編組載客量         | 編組載客量  | 265                  | 265                  | 265                  | 265                  | 265                  | 圖例 - ：無障礙空間 - ：固定腳踏車空間 - ：免費Wi-Fi |
| 車輛編號與編入年分 | ～2023年2月 | 2011 : 2151          | 2012 : 2152          | 2013 : 2153          | 2014 : 2154          | 2015 : 2155          | 圖例 - ：無障礙空間 - ：固定腳踏車空間 - ：免費Wi-Fi |